# Tolpis barbata
Echter Bartpippau (Tolpis barbata), auch Christusauge genannt, ist eine Pflanzenart aus der Gattung Bartpippau (Tolpis) innerhalb der Familie der Korbblütler (Asteraceae).

## Beschreibung

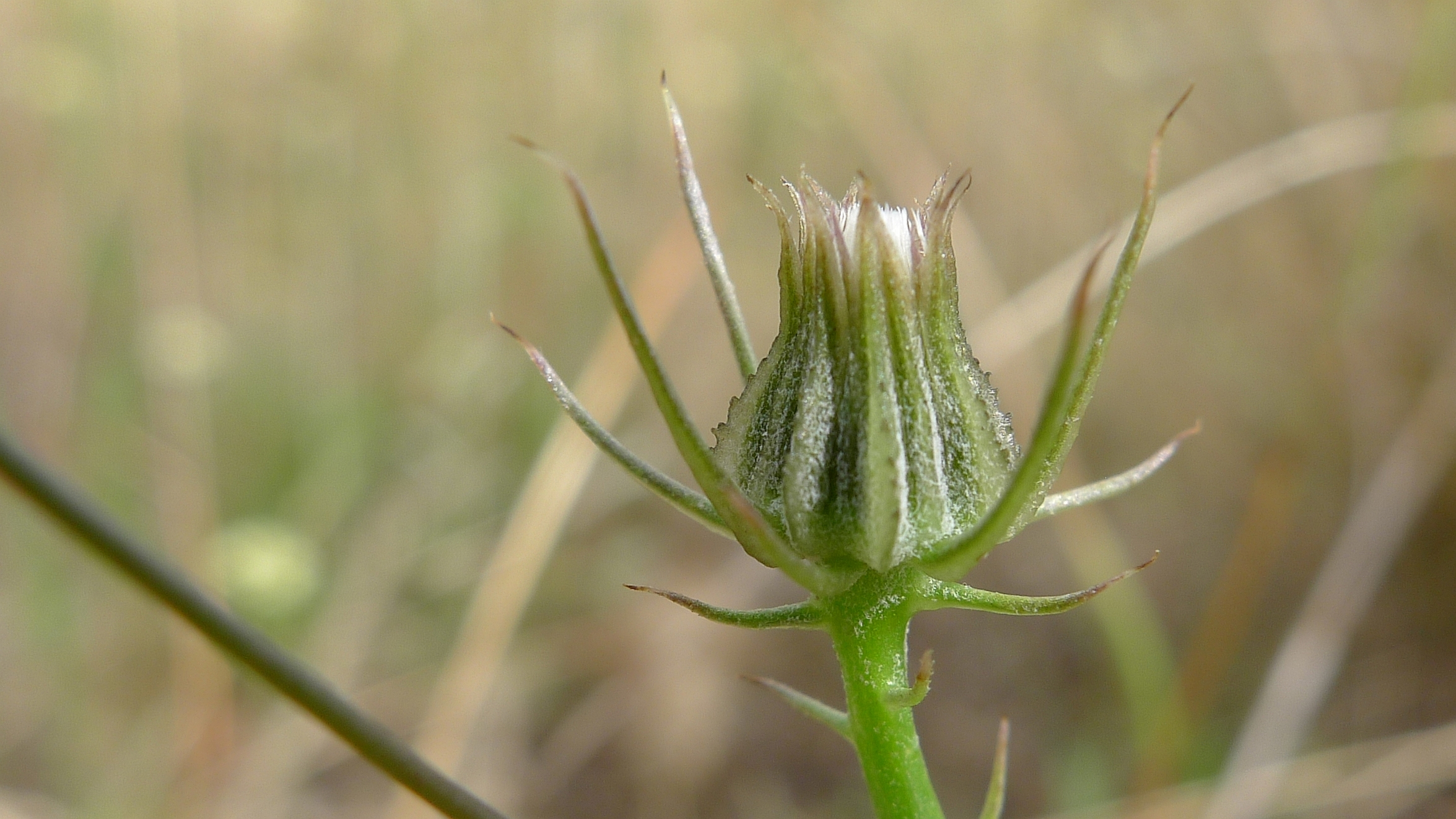
Blütenkorb mit Hüllblättern

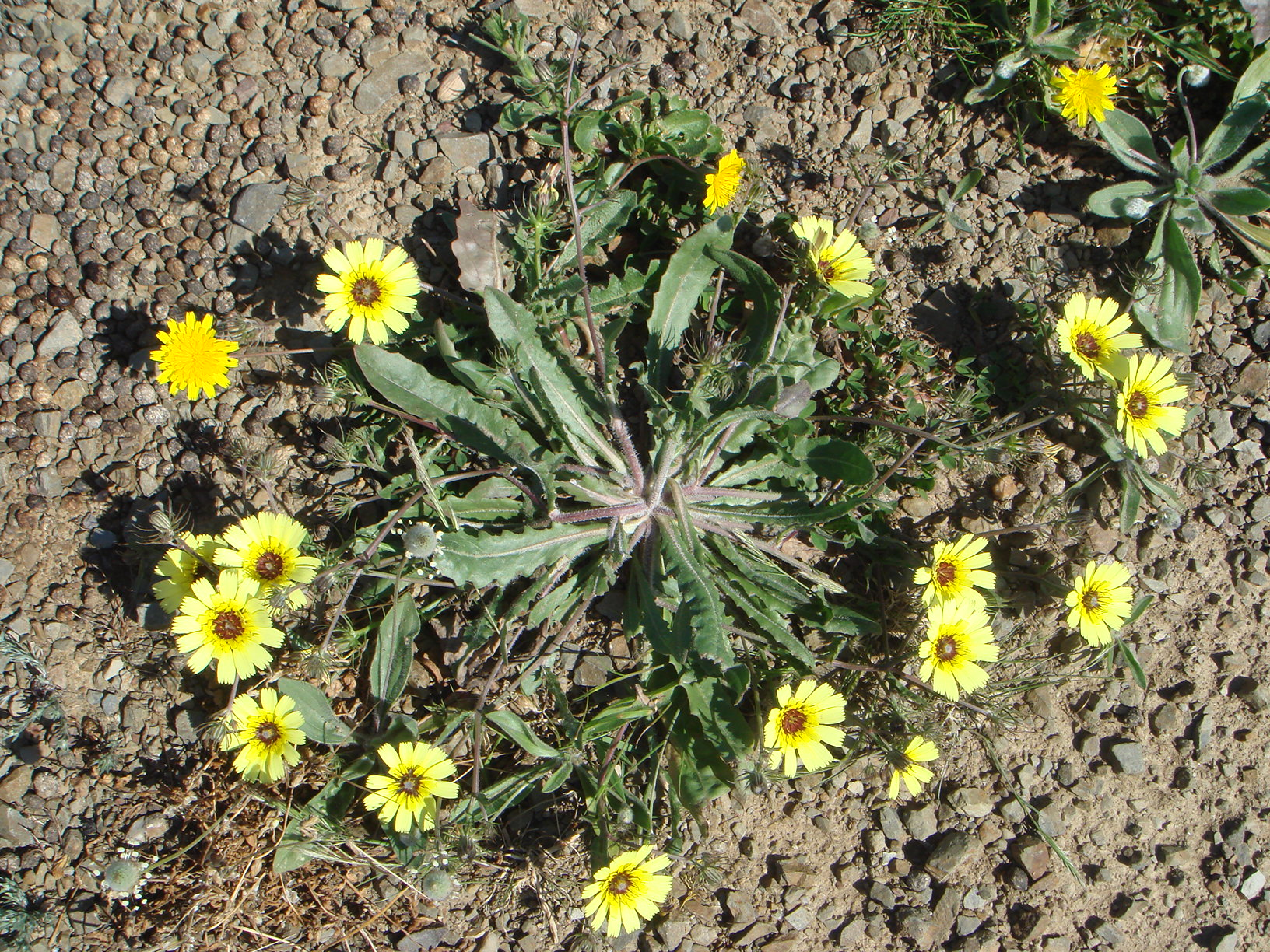
Habitus

### Vegetative Merkmale
Tolpis barbata ist eine einjährige krautige Pflanze, die Wuchshöhen von 6 bis 90 Zentimetern erreicht.
Die unteren Laubblätter sind bei einer Länge von 2 bis 10 Zentimetern im Umriss linealisch-lanzettlich bis breit-eiförmig, ganzrandig, grob gezähnt bis fiederschnittig, gewöhnlich spitz. Die oberen Laubblätter sind ähnlich aber kleiner.

### Generative Merkmale
Der körbchenförmige Blütenstand weist einen Durchmesser von 17 bis 30 Millimetern auf. Jeder Blütenkorb enthält innen bräunlich-purpurfarbene, außen blass-gelbe Zungenblüten, die doppelt so lang sind wie die Korbhülle. Die äußeren Hüllblätter sind grannenartig und ebenso lang oder länger als die inneren, sparrig abstehend und nicht angedrückt.
Die Achänen weisen einen Pappus aus zahlreichen kurzen Haaren auf. Die inneren Achänen besitzen zusätzlich, selten keine, meist zwei bis fünf lange Borsten.
Die Chromosomenzahl beträgt 2n = 18.

## Ökologie und Phänologie
Bei Tolpis barbata handelt es sich um einen annuellen Schaft-Therophyten.
Die Blütezeit reicht von März bis Juli, selten sogar bis Oktober.

## Vorkommen
Tolpis barbata kommt im Mittelmeerraum auf Phrygana und trockenen steinigen Ruderalstellen in Höhenlagen von 0 bis 700 Metern vor. Es handelt sich um eine kalkmeidende Art. Es gibt Fundortangaben für Madeira, Porto Santo, Marokko, Algerien, Tunesien, Spanien, Portugal, Gibraltar, die Türkei und Israel. Sie ist auf den Azoren und Kanaren ein Neophyt.

## Taxonomie
Die Erstveröffentlichung erfolgte unter dem Namen (Basionym) Crepis barbata durch Carl von Linné. Die Neukombination zu Tolpis barbata (L.) Gaertn. wurde 1791 durch Joseph Gärtner in De Fructibus et Seminibus Plantarum, Band 2, S. 372, Tafel 160 veröffentlicht.